# Chianti (region)

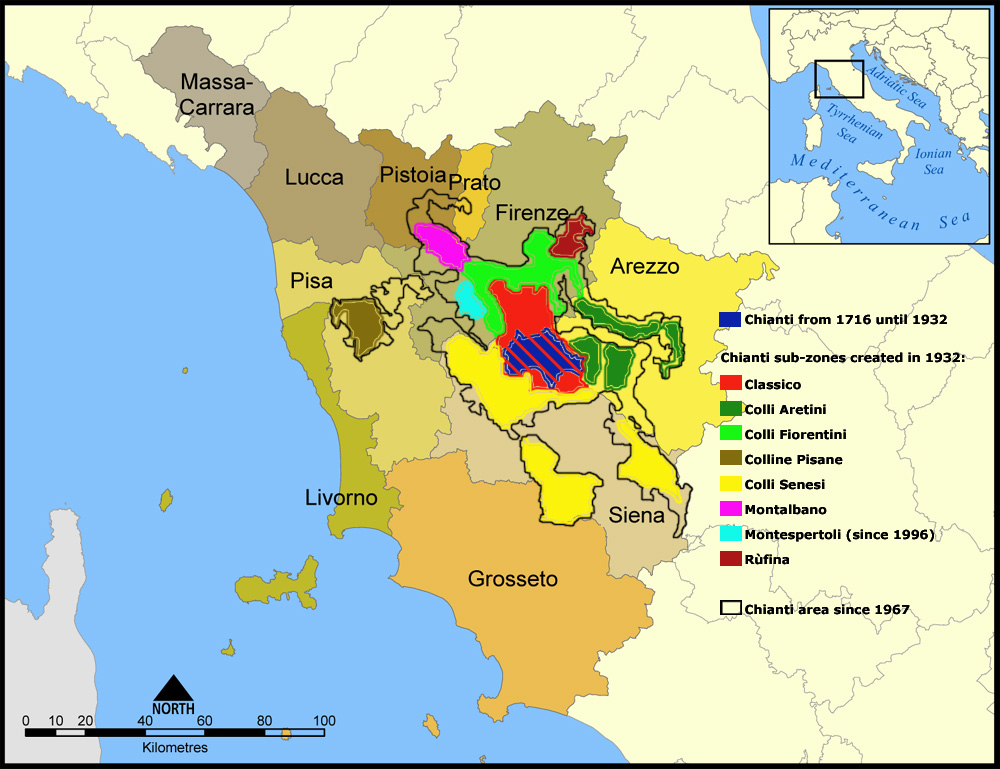
Granice poszczególnych stref regionu Chianti na mapie Toskanii.

Chianti (wł. Chianti senese) – kraina historyczna, a także region winiarski we Włoszech, zlokalizowany w środkowej części Toskanii, na terenie sześciu prowincji: Florencja, Siena, Arezzo, Piza, Prato i Pistoia, słynący z: uprawy winorośli, rozległych winnic, porastających tamtejsze wzgórza oraz produkcji wina chianti. W jej obrębie znajduje się Wyżyna Chianti (wł. Colline del Chianti), nazywana również Górami Chianti (wł. Monti del Chianti).

## Nazwa
Pochodzenie nazwy Chianti jest niepewne. Według niektórych teorii może ona pochodzić od łacińskiego słowa clangor (brzęk, hałas), odnoszącego się do dźwięków polowań, prowadzonych w lasach, porastających ów teren. Wedle innej wersji, termin pochodzi od etruskiego clante, jak zwano zarówno etruskie rodziny zamieszkujące tamtejsze okolice, jak i wodę, w którą obfitowała cała kraina, a bez której niemożliwy byłby wzrost winogron.

## Obszar i historia
Granice Chianti są obecnie trudne do jednoznacznego zdefiniowania. Między XVIII wiekiem, a początkiem lat 30. XX wieku oficjalnie uważało się, że jest to obszar położony w trójkącie o powierzchni około 386 km², wyznaczonym przez trzy niewielkie toskańskie miejscowości: Radda in Chianti, Gaiole in Chianti oraz Castellina in Chianti. W latach 1384–1774 tworzyły one bowiem Ligę Chianti (wł. Lega del Chianti), działającą w ramach Republiki Florenckiej (sojusz polityczno-wojskowy, powołany do obrony i administrowania terytorium Chianti w imieniu Republiki Florenckiej, który z czasem przekształcił się w unię gospodarczą, zrzeszającą producentów wina chianti). W 1716 r. ziemie te nazwano Prowincją Chianti (wł. Provincia del Chianti). Jednak z biegiem czasu kraina zyskała taką sławę wśród winiarzy, a później również wśród turystów, że podjęto starania o rozszerzenie regionu. Wynikało to z faktu, iż kolejni samorządowcy, czy producenci chcieli promować swoje gminy oraz wina pod znaną na całym świecie marką "chianti". Dlatego w 1932 r. zdecydowano o powiększeniu terenu Chianti, tworząc jednocześnie jego kilka stref, a kolejne obszary przyłączono w 1967 r. i w 1996 r. Od tego czasu region Chianti obejmuje swym zasięgiem już nie tylko Florencję, Sienę, czy Arezzo, ale nawet Prato, Pistoię i przedmieścia Pizy.
Najważniejsze jednak pozostaje centrum krainy skupione w jej historycznych (pierwotnych) granicach, wokół trzech miejscowości pamiętających jeszcze czasy Etrusków. W celu wyróżniania wina Chianti z tej strefy określa się je mianem Chianti Classico. Dodatkowo, wyłącznie tutejsze winnice mają prawo do umieszczania na butelce charakterystycznego symbolu regionu – Gallo Nero, czyli czarnego koguta na żółtym tle (niegdyś był to herb Ligi Chianti, a obecnie znak towarowy wina Chianti Classico DOCG). Gwarantuje on wysoką jakość wina i produkcję zgodną z wielowiekową, starannie przestrzeganą, recepturą.

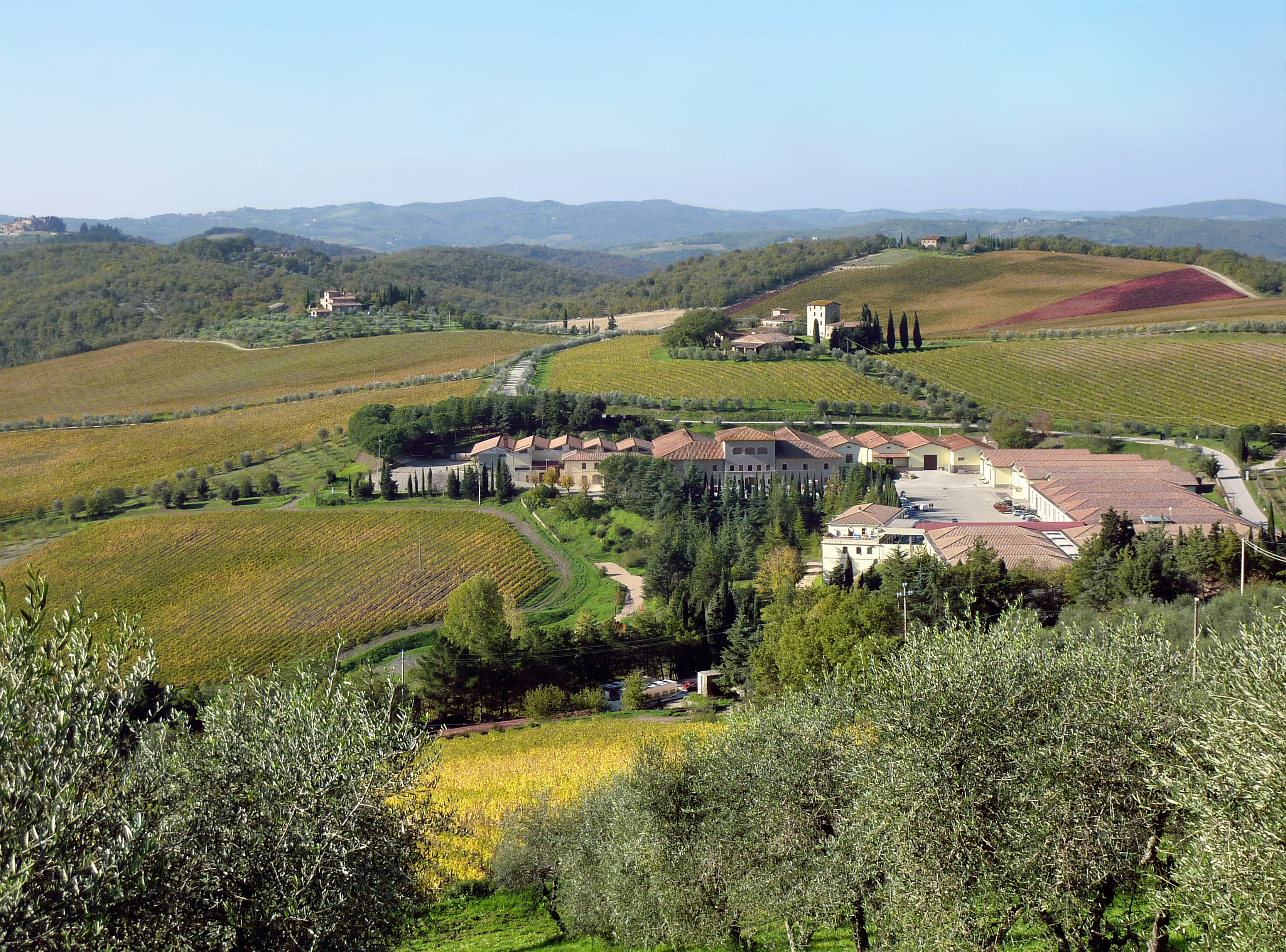
Winnica w okolicach Gaiole in Chianti.

## Uprawa winorośli
Podobno winnice prowadzili już tutaj Etruskowie, ale na szerszą skalę wino zaczęto produkować tutaj w średniowieczu. Przepis na dzisiejsze Chianti pochodzi prawdopodobnie z XVII lub z XVIII wieku, kiedy to bazowano przede wszystkim na szczepie sangiovese i kilku innych odmianach w mniejszych proporcjach.

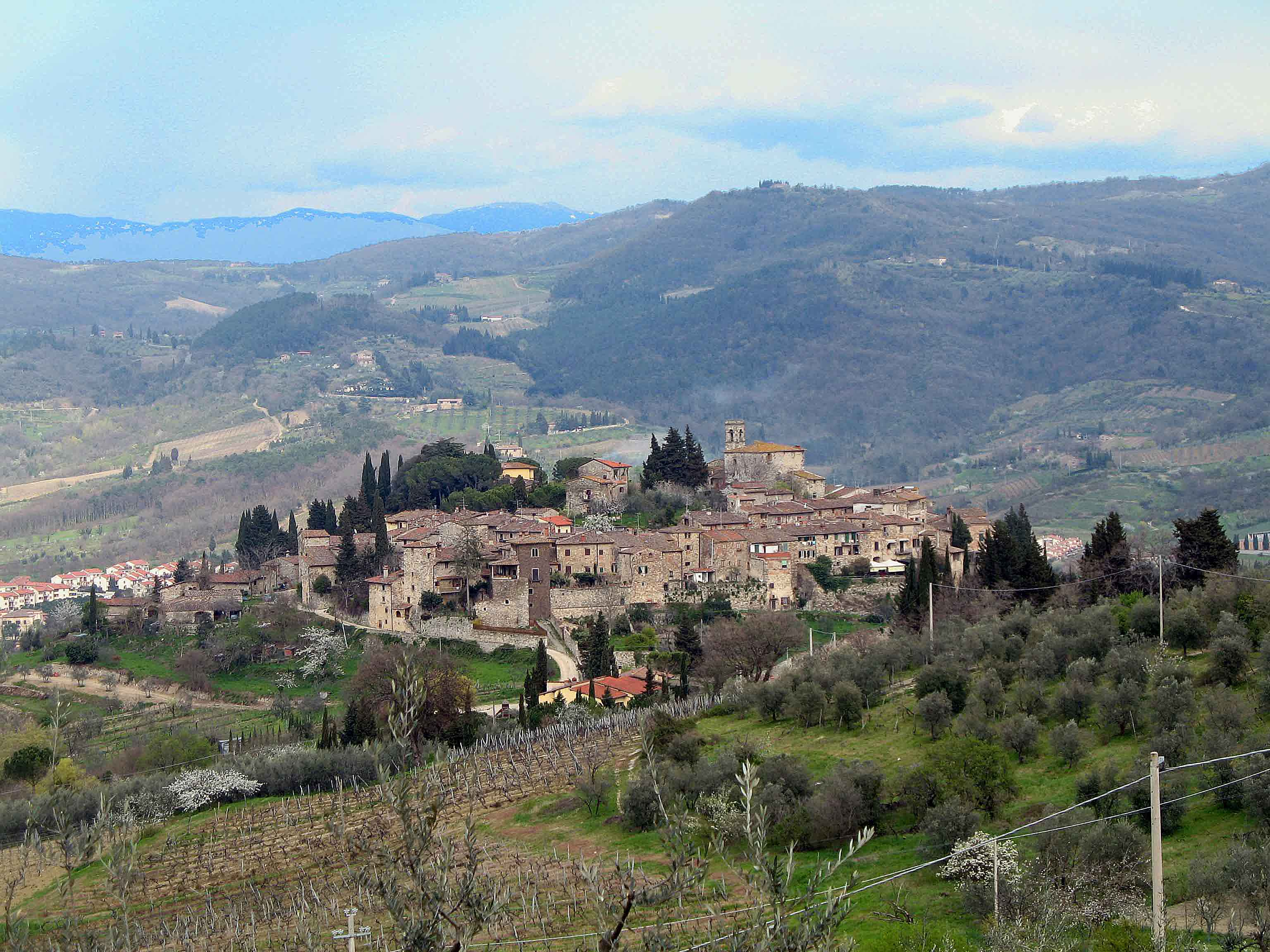
Widok na wieś Montefioralle.

## Turystyka
Oprócz wina i malowniczych krajobrazów Chianti słynie z niewielkich, ale urokliwych miasteczek. W historycznej, centralnej części krainy najpopularniejsze z nich to:
- Radda in Chianti
- Gaiole in Chianti
- Castellina in Chianti
- Greve in Chianti
- Quercegrossa
- Monteriggioni

Po rozszerzeniu granic regionu, w obrębie Chianti znalazły się również niezwykle atrakcyjne architektonicznie:
- Florencja
- Montepulciano
- San Gimignano
- Siena
- Volterra

### Chiantigiana
Chiantigiana to droga kołowa o długości 61 km, wytyczona w czasach antycznych, prowadząca z Florencji do Sieny, poprzez wzgórza, winnice oraz popularne miejscowości regionu Chianti. Ta trasa turystyczna jest powszechnie uznawana za jedną z najbardziej malowniczych we Włoszech. Wiedzie po pagórkowatym terenie, porośniętym winoroślą, gajami oliwnymi i cyprysowymi. Przy drodze znajdują się również gospodarstwa agroturystyczne, w których można degustować, bądź zakupić lokalne wina. W okolicy usytuowanych jest wiele hoteli lub pensjonatów w zabytkowych domach z kamienia. Okolice Chiantigiany stanowiły również plan zdjęciowy wielu filmów, w których pokazywano typowo włoskie krajobrazy.
Po wybudowaniu odcinka autostrady A1 z Florencji do Rzymu w 1964 r., a zwłaszcza autostrady RA3 Florencja – Siena w tym samym roku, komunikacyjne znaczenie Chiantigiany - jako szlaku tranzytowego o znaczeniu krajowym - zmalało niemal do zera. Mimo wszystko do 2001 r. trasa była drogą krajową (strada statale SS 222). Obecnie natomiast posiada kategorię drogi regionalnej (wł. strada regionale) o numerze SR222.

## Źródło
- Region Chianti w Toskanii i Chiantigiana (pol.)